# Verbania
Verbania er en by i Italien. Den er hovedstad i provinsen Verbano-Cusio-Ossola i regionen Piemonte og har omkring 30.000 indbyggere.

## Oprindelse
Byen ligger ved Lago Maggiores vestbred og opstod i 1939, da byerne Intra og Pallanza blev slået sammen. Siden 1992 har byen været hovedstad i provinsen Verbano-Cusio-Ossola.

## Transport
- Der er togforbindelse til bl.a. Milano.
- Der er bilfærge tværs over Lago Maggiore til byen Laveno.
- Landevejen nordpå langs søen (SS 34) fører til Locarno i Schweiz.

## Links
- Turistkontorets hjemmeside Arkiveret 24. marts 2012 hos  Wayback Machine

- Wikimedia Commons har flere filer relateret til Verbania

1. ↑  Popolazione Residente al 1° Gennaio 2023, Istituto Nazionale di Statistica, hentet 1. december 2023 (fra Wikidata).